# Yespark
Yespark est une start-up française basée à Paris, créée en 2014, pour la location longue durée de places de stationnement. Implantée dans plusieurs pays européens, Yespark gère, en 2022, 60 000 places de parking dans 570 villes.

## Historique
À la fin de l’année 2013, les cofondateurs de Yespark reçoivent 25 000 euros dans le cadre du prix les 101 projets financé par Xavier Niel, Marc Simoncini et Jacques-Antoine Granjon.
La société Yespark est créée officiellement en 2014 par Thibaut Chary et Charles Pfister. Thibaut Chary, dès 2014, est co-lauréat du prix Pépite Tremplin qui met en avant les « initiatives entrepreneuriales les plus innovantes ».
Yespark s'adresse aux bailleurs, en général sociaux, et leur propose de louer leurs places de parking disponibles. 
En novembre 2015, Paris Habitat,  l'office public de l'habitat de la ville de Paris, signe avec Yespark un accord permettant de mettre en location des places de stationnement libres.
En 2017, Yespark  propose à la location 6 000 places de stationnement dans 333 parkings de la région parisienne. La société utilise les parkings de 43 bailleurs sociaux différents .
À partir de 2018, Yespark s'implante en Italie. La même année elle rachète, sur ses fonds propres, Parking Facile une autre société spécialisée dans le stationnement,. Toujours en 2018, les offres de stationnement s’étendent aux motos et aux scooters.
En 2019, Yespark est lauréate du Fonds de dotation Raise Sherpas qui a pour vocation d’aider les entrepreneurs à accélérer leur croissance et d’assurer leur pérennité. 
Au début de l’année 2020, Yespark gère 35 000 places de parking dans plus de 500 villes. Pendant la période de confinement en France, Yespark met gratuitement à disposition des soignants 500 places de stationnement à proximité des hôpitaux et des cliniques.
En mai 2020, Paris Habitat lui confie, de nouveau, la gestion de places de stationnement à hauteur de 1 400 unités.Toujours en 2020, Yespark s'engage dans l'immobilier d'entreprise. Uniquement en Ile-de-France 80 000 places de stationnement y sont vacantes . En 2021, Yespark 
En 2022, Yespark est présente dans 570 communes en France avec plus de 60 000 places de stationnement et un chiffre d'affaires de 17,5 millions d'euros en 2021. Pour permettre d'agrandir son offre avec 200 000 places en 2025 et équiper 30 000 places de bornes électriques pour les véhicules électriques, l'entreprise engage sa première levée de fonds à hauteur de 28 millions d'euros ,.
En mars 2025, Yespark rachète son concurrent Zenpark.

## Fonctionnement de l’application

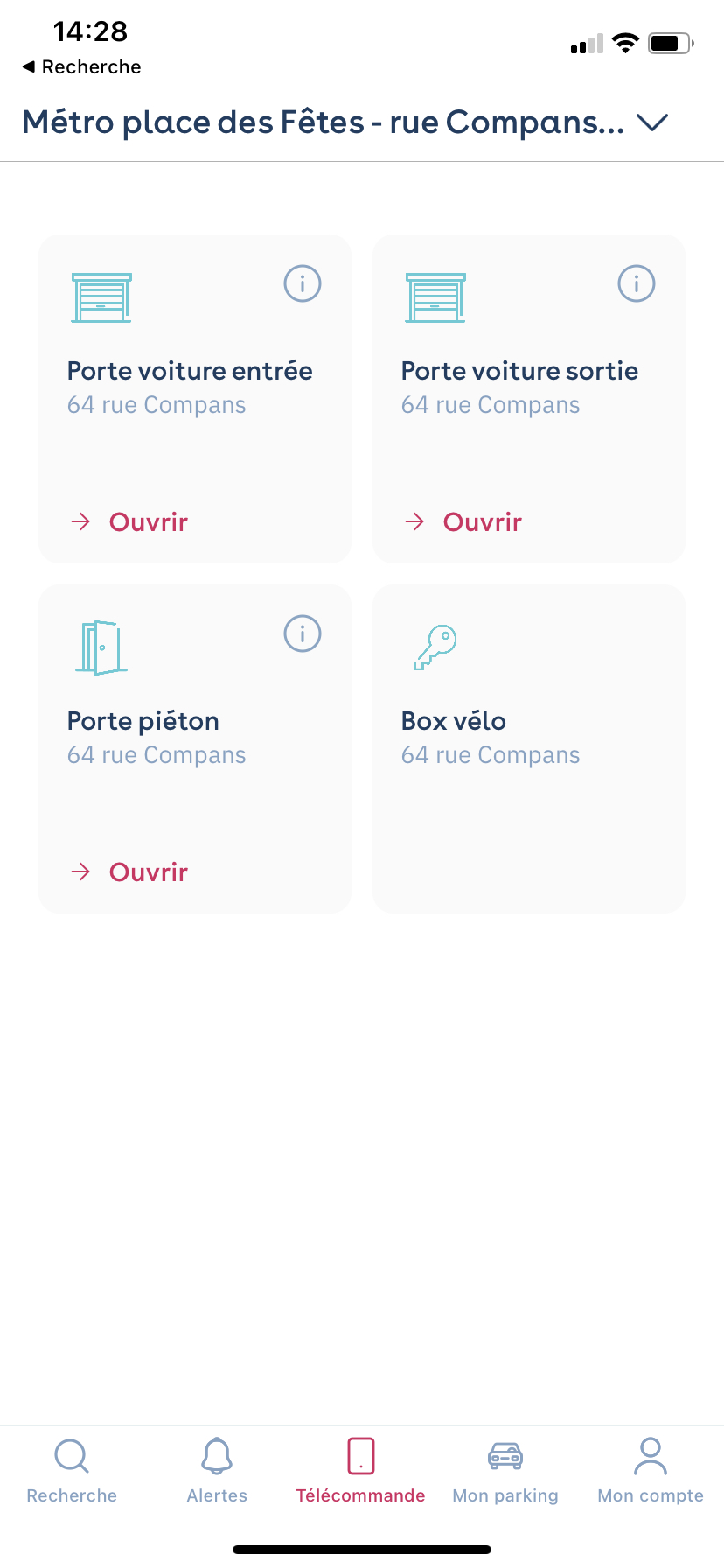
Accès avec l’application Yespark.

Les opérations s'effectuent uniquement avec l’application mobile mise en place par Yespark. Néanmoins le bailleur doit installer un boitier connecté permettant d'accéder au parking avec l'application. 
Il est proposé d'essayer une place gratuitement pendant deux jours. Si l’essai de la place, pendant deux jours, est concluant, l’abonnement mensuel est finalisé sans caution ni état des lieux. Le désabonnement au parking peut s’effectuer immédiatement, sans préavis.

## Aspects financiers
Yespark prélève une commission, supérieure à 10 %, celle-ci varie selon la localisation du parking et sa taille. En 2019, le fonctionnement de la société lui permet, en France, de reverser 7 millions d’euros aux bailleurs sociaux,.
Les prix des locations évoluent, avec un dispositif de tarification dynamique, en fonction de la demande dans un secteur donné. Le loyer d'une place de stationnement est compris, en 2018, entre une vingtaine d'euros par mois pour une petite ville et jusqu'à 200 euros dans certains quartiers de Paris.